# Gaël Monfils
Gaël Sébastien Monfils (Parijs, 1 september 1986) is een professioneel tennisser uit Frankrijk.

## Persoonlijk
Monfils' vader Rufin is afkomstig van Guadeloupe en speelde profvoetbal bij Girondins de Bordeaux. Zijn moeder Sylvette werd geboren op een ander Caraïbisch eiland, Martinique, en is werkzaam als verpleegster. Monfils is een fan van de profbasketbalclub Detroit Pistons uit de Verenigde Staten.
Monfils is getrouwd met Elina Svitolina, een Oekraïens tennisspeelster. Op 16 juli 2021 traden zij in het huwelijk in zijn woonplaats Genève. Het stel heeft samen één dochter.

## Loopbaan
Monfils viel in 2003 al op bij de junioren. Hij haalde er enkele mooie resultaten. De winst in echte grote toernooien bleef echter uit. Hij won in 2004 drie van de vier grandslamtoernooien voor junioren: Australian Open, Roland Garros en Wimbledon. Een blessure voorkwam dat hij ook zegevierde op de US Open. Hij moest in de tweede ronde opgeven. Wel eindigde hij in 2004 als de nummer 1 van de juniorenranglijst.
In oktober 2004, op het toernooi van Metz, brak hij echt door, onder leiding van oud-prof Thierry Champion. Daar versloeg hij achtereenvolgens Xavier Malisse en landgenoot Olivier Patience, voordat hij werd uitgeschakeld door een andere landgenoot, Richard Gasquet.
Hij schoot als een komeet omhoog in de rankings van de ATP: van plaats 947 (eind 2003) naar 231 (2004). In zijn eerste jaar als professional struikelde hij zowel bij de Australian Open als op Roland Garros in de eerste ronde. Op Wimbledon daarentegen bereikte hij de derde ronde, waarin hij werd uitgeschakeld door Mario Ančić.
Hij won in 2005 de toernooien van Besançon, Tunis en Sopot. De laatste was zijn eerste overwinning in een ATP-toernooi.

## Palmares
| Legenda                       | Legenda               |
| ----------------------------- | --------------------- |
| Grand Slam                    |                       |
| Olympische Spelen             |                       |
| tot 2009                      | vanaf 2009            |
| Tennis Masters Cup            | ATP Finals            |
| ATP Masters Series            | ATP Tour Masters 1000 |
| ATP International Series Gold | ATP Tour 500          |
| ATP International Series      | ATP Tour 250          |

### Enkelspel
| Nr.                  | Datum             | Toernooi            | Ondergrond    | Tegenstander in finale | Score               | Details |
| -------------------- | ----------------- | ------------------- | ------------- | ---------------------- | ------------------- | ------- |
| Gewonnen finales     |                   |                     |               |                        |                     |         |
| 1.                   | 1 augustus 2005   | ATP Sopot           | Gravel        | Florian Mayer          | 7-6(6), 4-6, 7-5    | Details |
| 2.                   | 27 september 2009 | ATP Metz            | Hardcourt (i) | Philipp Kohlschreiber  | 7-6, 3-6, 6-2       | Details |
| 3.                   | 31 oktober 2010   | ATP Montpellier (1) | Hardcourt (i) | Ivan Ljubičić          | 6-2, 5-7, 6-1       | Details |
| 4.                   | 23 oktober 2011   | ATP Stockholm       | Hardcourt (i) | Jarkko Nieminen        | 7-5, 3-6, 6-2       | Details |
| 5.                   | 9 februari 2014   | ATP Montpellier (2) | Hardcourt (i) | Richard Gasquet        | 6-4, 6-4            | Details |
| 6.                   | 24 juli 2016      | ATP Washington      | Hardcourt     | Ivo Karlović           | 5-7, 7-6(6), 6-4    | Details |
| 7.                   | 6 januari 2018    | ATP Doha            | Hardcourt     | Andrej Roebljov        | 6-2, 6-3            | Details |
| 8.                   | 17 februari 2019  | ATP Rotterdam (1)   | Hardcourt (i) | Stanislas Wawrinka     | 6-3, 1-6, 6-2       | Details |
| 9.                   | 9 februari 2020   | ATP Montpellier (3) | Hardcourt (i) | Vasek Pospisil         | 7-5, 6-3            | Details |
| 10.                  | 16 februari 2020  | ATP Rotterdam (2)   | Hardcourt (i) | Félix Auger-Aliassime  | 6-2, 6-4            | Details |
| 11.                  | 9 januari 2022    | ATP Adelaide        | Hardcourt     | Karen Chatsjanov       | 6-4, 6-4            | Details |
| 12.                  | 22 oktober 2023   | ATP Stockholm       | Hardcourt (i) | Pavel Kotov            | 4-6, 7-6(6), 6-3    | Details |
| Verloren finales     |                   |                     |               |                        |                     |         |
| 1.                   | 9 oktober 2005    | ATP Metz            | Hardcourt (i) | Ivan Ljubičić          | 6-7(7), 0-6         | Details |
| 2.                   | 30 oktober 2005   | ATP Lyon            | Tapijt (i)    | Andy Roddick           | 3-6, 2-6            | Details |
| 3.                   | 6 januari 2006    | ATP Doha            | Hardcourt     | Roger Federer          | 3-6, 6-7            | Details |
| 4.                   | 20 mei 2007       | ATP Pörtschach      | Gravel        | Juan Mónaco            | 6-7(3), 0-6         | Details |
| 5.                   | 4 oktober 2008    | ATP Wenen           | Hardcourt (i) | Philipp Petzschner     | 4-6, 4-6            | Details |
| 6.                   | 28 februari 2009  | ATP Acapulco        | Gravel        | Nicolás Almagro        | 4-6, 4-6            | Details |
| 7.                   | 15 november 2009  | ATP Parijs          | Hardcourt (i) | Novak Đoković          | 2-6, 7-5, 6-7       | Details |
| 8.                   | 18 juli 2010      | ATP Stuttgart       | Gravel        | Albert Montañés        | 2-6, 2-1, opgave    | Details |
| 9.                   | 10 oktober 2010   | ATP Tokio           | Hardcourt     | Rafael Nadal           | 1-6, 5-7            | Details |
| 10.                  | 14 november 2010  | ATP Parijs          | Hardcourt (i) | Robin Söderling        | 1-6, 6-7(1)         | Details |
| 11.                  | 7 augustus 2011   | ATP Washington      | Hardcourt     | Radek Štěpánek         | 4-6, 4-6            | Details |
| 12.                  | 7 januari 2012    | ATP Doha            | Hardcourt     | Jo-Wilfried Tsonga     | 5-7, 3-6            | Details |
| 13.                  | 5 februari 2012   | ATP Montpellier     | Hardcourt (i) | Tomáš Berdych          | 2-6, 6-4, 3-6       | Details |
| 14.                  | 24 mei 2013       | ATP Nice            | Gravel        | Albert Montañés        | 0-6, 6-7(3)         | Details |
| 15.                  | 23 augustus 2013  | ATP Winston-Salem   | Hardcourt     | Jürgen Melzer          | 3-6, 1-2, opgave    | Details |
| 16.                  | 4 januari 2014    | ATP Doha            | Hardcourt     | Rafael Nadal           | 1-6, 7-6(5), 2-6    | Details |
| 17.                  | 22 februari 2015  | ATP Montpellier     | Hardcourt (i) | Gilles Simon           | 4-6, 6-1, 6-7(4)    | Details |
| 18.                  | 14 februari 2016  | ATP Rotterdam       | Hardcourt (i) | Martin Kližan          | 7-6(1), 3-6, 1-6    | Details |
| 19.                  | 17 april 2016     | ATP Monte Carlo     | Gravel        | Rafael Nadal           | 5-7, 7-5, 0-6       | Details |
| 20.                  | 1 juli 2017       | ATP Eastbourne      | Gras          | Novak Đoković          | 3-6, 4-6            | Details |
| 21.                  | 21 oktober 2018   | ATP Antwerpen       | Hardcourt (i) | Kyle Edmund            | 6-3, 6-7(2), 6-7(4) | Details |
| 22.                  | 3 oktober 2021    | ATP Sofia           | Hardcourt (i) | Jannik Sinner          | 3-6, 4-6            | Details |
| Gewonnen challengers |                   |                     |               |                        |                     |         |
| 1.                   | 14 februari 2005  | Besançon            | Hardcourt     | Christophe Rochus      | 6-3, 2-6, 6-3       |         |
| 2.                   | 25 april 2005     | Tunis               | Gravel        | Fabrice Santoro        | 7-5, 3-6, 7-6       |         |
| 3.                   | 12 maart 2007     | Sunrise             | Hardcourt     | Andreas Seppi          | 6-3, 1-6, 6-1       |         |
| 4.                   | 12 mei 2008       | Marrakesh           | Gravel        | Jérémy Chardy          | 7-6, 7-6            |         |
| 5.                   | 19 mei 2013       | Bordeaux            | Gravel        | Michaël Llodra         | 7-5, 7-6(5)         |         |
| 6.                   | 23 september 2018 | Kaohsiung           | Hardcourt     | Kwon Soon-woo          | 6-4, 2-6, 6-1       |         |

### Landencompetities
| Nr.                | Datum                | Toernooi  | Ondergrond    | Partner(s)                                                                         | Tegenstanders                                                                                | Score                | Ref.    |
| ------------------ | -------------------- | --------- | ------------- | ---------------------------------------------------------------------------------- | -------------------------------------------------------------------------------------------- | -------------------- | ------- |
| Gewonnen finales   |                      |           |               |                                                                                    |                                                                                              |                      |         |
| Geen overwinningen |                      |           |               |                                                                                    |                                                                                              |                      |         |
| Verloren finales   |                      |           |               |                                                                                    |                                                                                              |                      |         |
| 1.                 | 3-5 december 2010    | Davis Cup | Hardcourt (i) | Gilles Simon Michaël Llodra Arnaud Clément                                         | Novak Djokovic Viktor Troicki Janko Tipsarević Nenad Zimonjić                                | 2-3 (5 wedstrijden)  | details |
| 2.                 | 21-23 november 2014  | Davis Cup | Gravel (i)    | Jo-Wilfried Tsonga Richard Gasquet Julien Benneteau                                | Roger Federer Stan Wawrinka                                                                  | 1-3 (4 wedstrijden)  | details |
| 3.                 | 22-24 september 2023 | Laver Cup | Hardcourt (i) | Andrej Roebljov Casper Ruud Hubert Hurkacz Alejandro Davidovich Fokina Arthur Fils | Taylor Fritz Frances Tiafoe Tommy Paul Félix Auger-Aliassime Ben Shelton Francisco Cerúndolo | 2-13 (9 wedstrijden) | details |

## Resultaten grote toernooien
| Legenda | Legenda                          |
| ------- | -------------------------------- |
| g.t.    | geen toernooi gehouden           |
| l.c.    | lagere categorie                 |
| –       | niet deelgenomen                 |
| G       | uitgeschakeld in de groepsfase   |
| 1R      | uitgeschakeld in de eerste ronde |
| 2R      | uitgeschakeld in de tweede ronde |
| 3R      | uitgeschakeld in de derde ronde  |
| 4R      | uitgeschakeld in de vierde ronde |
| KF      | uitgeschakeld in de kwartfinale  |
| HF      | uitgeschakeld in de halve finale |
| F       | de finale verloren               |
| W       | het toernooi gewonnen            |
| w-v     | winst/verlies-balans             |

### Enkelspel
| grandslamtoernooien |      |      |      |      |      |      |      |      |    |      |      |      |    |      |      |      |      |      |      |      |   |
| Australian Open     | –    | 2R   | 1R   | 3R   | –    | 4R   | 3R   | 3R   | 3R | 3R   | 3R   | 2R   | KF | 4R   | 2R   | 2R   | 4R   | 1R   | KF   | –    |   |
| Roland Garros       | –    | 1R   | 4R   | 3R   | HF   | KF   | 2R   | KF   | –  | 3R   | KF   | 4R   | –  | 4R   | 3R   | 4R   | 1R   | 2R   | –    | 2R   |   |
| Wimbledon           | –    | 3R   | 1R   | 3R   | –    | –    | 3R   | 3R   | –  | –    | 2R   | 3R   | 1R | 3R   | 4R   | 1R   | g.t. | 2R   | –    | –    |   |
| US Open             | –    | 1R   | 2R   | –    | 4R   | 4R   | KF   | 2R   | –  | 2R   | KF   | 1R   | HF | 3R   | 2R   | KF   | –    | 3R   | –    | 2R   |   |
| ATP Finals          |      |      |      |      |      |      |      |      |    |      |      |      |    |      |      |      |      |      |      |      |   |
| ATP Finals          | –    | –    | –    | –    | –    | –    | –    | –    | –  | –    | –    | –    | G  | –    | –    | –    | –    | –    | –    | –    |   |
| ATP Masters 1000    |      |      |      |      |      |      |      |      |    |      |      |      |    |      |      |      |      |      |      |      |   |
| Indian Wells        | –    | 2R   | 3R   | 1R   | 1R   | 2R   | 2R   | –    | –  | –    | 3R   | –    | KF | 4R   | 3R   | KF   | g.t. | 4R   | 4R   | 1R   |   |
| Miami               | –    | 4R   | 2R   | 1R   | 2R   | 4R   | –    | –    | 3R | –    | 2R   | 4R   | KF | –    | –    | –    | g.t. | –    | 3R   | 1R   |   |
| Monte Carlo         | –    | 1R   | 1R   | 1R   | 3R   | 1R   | –    | 3R   | –  | 1R   | 2R   | HF   | F  | –    | –    | –    | g.t. | –    | –    | –    |   |
| Madrid              | l.c. | l.c. | l.c. | l.c. | l.c. | –    | KF   | 2R   | 3R | –    | –    | 2R   | 2R | 1R   | 2R   | 3R   | g.t. | –    | 2R   | –    |   |
| Rome                | –    | –    | HF   | 1R   | –    | –    | –    | –    | 2R | –    | –    | –    | 1R | –    | 1R   | 1R   | 2R   | 1R   | –    | –    |   |
| Montreal/Toronto    | –    | –    | –    | –    | 1R   | 2R   | 3R   | KF   | –  | –    | 2R   | 2R   | HF | 3R   | –    | HF   | g.t. | KF   | 3R   | KF   |   |
| Cincinnati          | –    | 3R   | 2R   | –    | 2R   | 1R   | 1R   | KF   | –  | –    | 3R   | 1R   | 3R | –    | –    | 1R   | –    | 3R   | –    | 3R   |   |
| Shanghai            | l.c. | l.c. | l.c. | l.c. | l.c. | 3R   | 2R   | –    | –  | KF   | –    | –    | 3R | –    | 1R   | 2R   | g.t. | g.t. | g.t. | –    |   |
| Parijs              | 1R   | –    | 1R   | –    | 3R   | F    | F    | 2R   | –  | –    | 3R   | 1R   | –  | –    | –    | KF   | –    | 3R   | –    | 1R   |   |
| olympisch           |      |      |      |      |      |      |      |      |    |      |      |      |    |      |      |      |      |      |      |      |   |
| Olympische Spelen   | –    | g.t. | g.t. | g.t. | KF   | g.t. | g.t. | g.t. | –  | g.t. | g.t. | g.t. | KF | g.t. | g.t. | g.t. | g.t. | 1R   | g.t. | g.t. |   |
| statistieken        |      |      |      |      |      |      |      |      |    |      |      |      |    |      |      |      |      |      |      |      |   |
| titels per jaar     | 0    | 1    | 0    | 0    | 0    | 1    | 1    | 1    | 0  | 0    | 1    | 0    | 1  | 0    | 1    | 1    | 2    | 0    | 1    | 1    | 0 |
| eindejaarsranking   | 239  | 30   | 46   | 38   | 14   | 13   | 12   | 15   | 77 | 31   | 18   | 24   | 7  | 46   | 32   | 10   | 11   | 21   | 52   | 74   |   |

### Dubbelspel
| toernooi            | 2005 | 2006 | 2007 | 2008 | 2009 | 2010 | 2011 | 2012 | 2013 | 2014 | 2015 | 2016 | 2017 | 2018 | 2019 | 2020 | 2021 | 2022 |
| ------------------- | ---- | ---- | ---- | ---- | ---- | ---- | ---- | ---- | ---- | ---- | ---- | ---- | ---- | ---- | ---- | ---- | ---- | ---- |
| grandslamtoernooien |      |      |      |      |      |      |      |      |      |      |      |      |      |      |      |      |      |      |
| Australian Open     | –    | 1R   | –    | –    | –    | –    | –    | –    | –    | 1R   | –    | –    | –    | –    | –    | –    | –    | –    |
| Roland Garros       | 1R   | 1R   | 2R   | 1R   | –    | 2R   | 1R   | –    | 1R   | 1R   | 1R   | –    | –    | –    | –    | –    | –    | –    |
| Wimbledon           | –    | –    | –    | –    | –    | –    | –    | –    | –    | –    | –    | –    | –    | –    | –    | g.t. | –    | –    |
| US Open             | 1R   | –    | –    | –    | –    | 1R   | 1R   | –    | –    | –    | –    | –    | –    | –    | –    | –    | –    | –    |
| ATP Masters 1000    |      |      |      |      |      |      |      |      |      |      |      |      |      |      |      |      |      |      |
| Indian Wells        | 2R   | 1R   | –    | –    | 1R   | 1R   | –    | 1R   | –    | 1R   | –    | –    | –    | –    | 1R   | g.t. | –    | –    |
| Miami               | –    | –    | –    | –    | –    | –    | –    | –    | –    | –    | 1R   | –    | –    | –    | –    | g.t. | –    | –    |
| Monte Carlo         | 1R   | –    | –    | –    | 2R   | –    | 2R   | –    | –    | –    | 2R   | –    | –    | –    | –    | g.t. | –    | –    |
| Madrid              | l.c. | l.c. | l.c. | l.c. | –    | 1R   | –    | –    | –    | –    | –    | –    | –    | –    | –    | g.t. | –    | –    |
| Rome                | –    | –    | –    | –    | –    | –    | –    | –    | –    | –    | –    | –    | –    | –    | –    | –    | –    | –    |
| Montreal/Toronto    | –    | –    | –    | –    | –    | KF   | 1R   | –    | –    | –    | 2R   | –    | –    | –    | –    | g.t. | –    | 2R   |
| Cincinnati          | –    | 1R   | –    | –    | –    | 1R   | 1R   | –    | –    | 1R   | 1R   | –    | –    | –    | –    | –    | –    | –    |
| Shanghai            | l.c. | l.c. | l.c. | l.c. | –    | 2R   | –    | –    | –    | –    | –    | –    | –    | 2R   | 1R   | g.t. | g.t. | g.t. |
| Parijs              | –    | –    | –    | 2R   | –    | –    | –    | –    | 1R   | 1R   | –    | –    | –    | –    | –    | –    | –    | –    |
| olympisch           |      |      |      |      |      |      |      |      |      |      |      |      |      |      |      |      |      |      |
| Olympische Spelen   | g.t. | g.t. | g.t. | 1R   | g.t. | g.t. | g.t. | –    | g.t. | g.t. | g.t. | 1R   | g.t. | g.t. | g.t. | g.t. | 2R   | g.t. |
| statistieken        |      |      |      |      |      |      |      |      |      |      |      |      |      |      |      |      |      |      |
| titels per jaar     | 0    | 0    | 0    | 0    | 0    | 0    | 0    | 0    | 0    | 0    | 0    | 0    | 0    | 0    | 0    | 0    | 0    | 0    |
| eindejaarsranking   | 304  | 391  | 375  | 581  | 526  | 202  | 273  | 561  | —    | —    | 377  | —    | 313  | 273  | —    | —    | —    | —    |